# Norberto Ligüera
Norberto Ligüera (Canelones, 23 marzo 1912 – ...) è stato un calciatore uruguaiano, di ruolo attaccante.

## Caratteristiche tecniche
Giocò nel ruolo di ala sinistra.